# Philippe Leuba

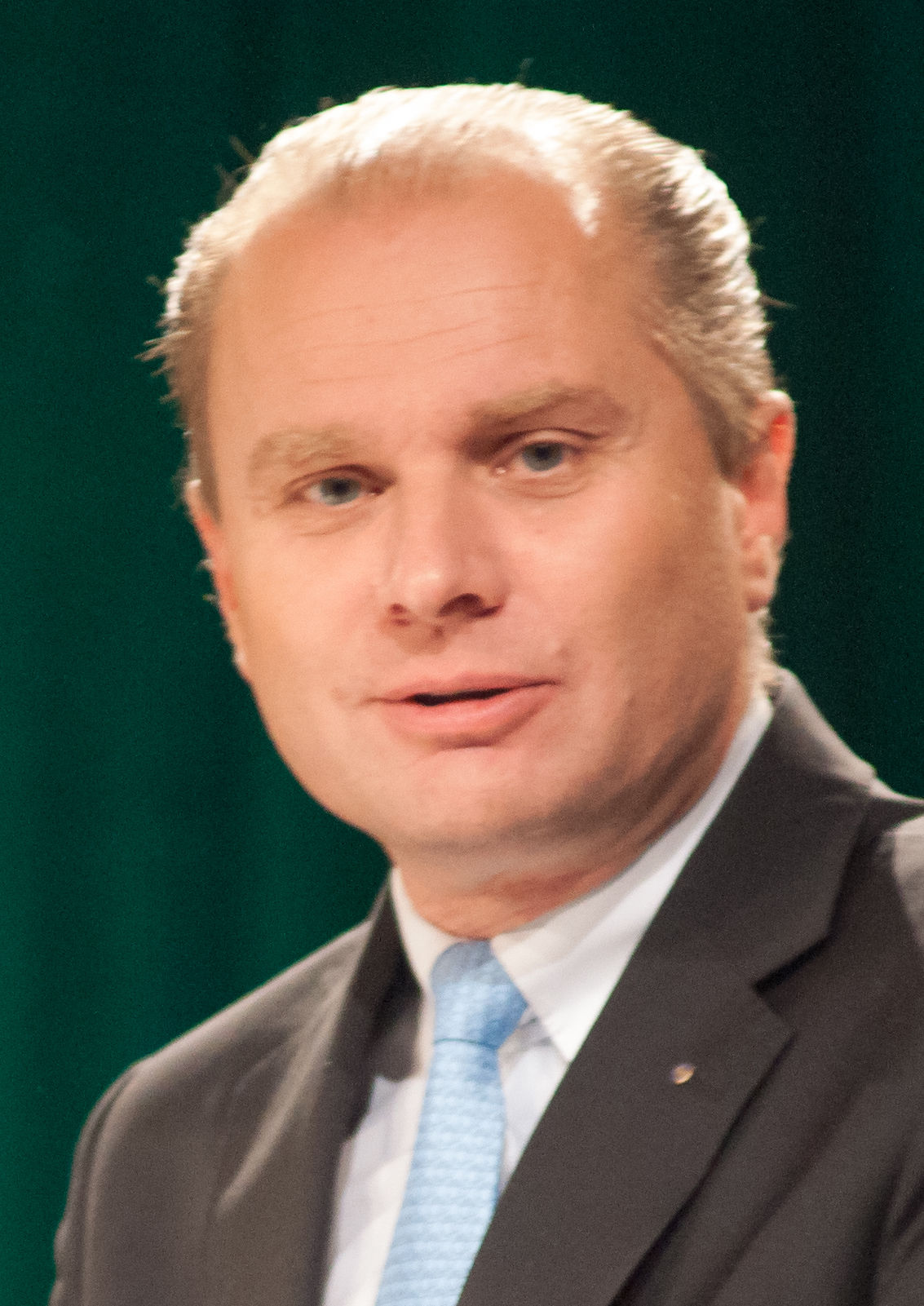
Philippe Leuba (2014)

Philippe Leuba (* 9. Dezember 1965) ist ein Schweizer Politiker (FDP, ehemals LPS) und ehemaliger Fussballschiedsrichter.

## Ausbildung und Beruf
Nach der Handelsmatura studierte Leuba Rechtswissenschaften an der Universität Genf und schloss mit dem Lizenziat ab. Zudem hat er Zertifikate für Englisch und Latein.
Von 2000 bis 2005 war er Direktor einer Liegenschaftsverwalterin und in den Jahren 2005 bis 2007 zeitgleich Generalsekretär der Fédération romande immobilière und Direktor der Chambre vaudoise immobilière.

## Politik
Leubas erstes politisches Amt war der Posten des Generalsekretärs der Liberalen Partei des Kantons Waadt, welchen er im Jahr 1991 antrat. Im Jahr 1998 wurde er in den Grossen Rat gewählt. Nach zwei Jahren im Amt wurde er 2000 zum Vizepräsidenten der Finanzkommission des Grossen Rats ernannt. 2001 wurde er in den Gemeinderat von Chexbres gewählt. Bei den Gesamterneuerungswahlen 2002 wurde er in seinem Amt als Grossrat bestätigt. Er übernahm das Präsidium der Fraktion der Liberalen Partei im Grossen Rat und gab dafür seinen Posten in der Finanzkommission ab. Im Jahr 2007 standen die nächsten Gesamterneuerungswahlen an, in welchen er wieder bestätigt wurde. Im gleichen Jahr wurde er per 1. Juli in den Staatsrat gewählt und wurde Leiter des Innenministeriums. Ab dem 10. Januar 2012 leitete er das Ministerium für Wirtschaft, Innovation und Sport. Bei den Staatsratswahlen 2022 trat er nicht mehr an.

## Schiedsrichter
Im Alter von 9 Jahren begann Leuba Fussball zu spielen. Obwohl er in der ersten Mannschaft des lokalen Ortsvereins war, entschied er sich 1983, zum Schiedsrichter zu wechseln. 1993 leitete er sein erstes Spiel in der damaligen Nationalliga A. Nach sechs Jahren gehörte er zu den sieben internationalen Schiedsrichtern der Schweiz. Sein grösster Erfolg war die Leitung des Cupfinals 2002 zwischen den Grasshoppers und dem FC Basel. Auf den 31. Dezember 2005 entschied er sich, aus seiner aktiven Karriere zurückzutreten.

## Weiteres
Philippe Leubas Vater Jean-François Leuba war ebenfalls Staatsrat des Kantons Waadt, Nationalrat und Präsident der Interjurassischen Versammlung. 1993 veröffentlichte Philippe Leuba ein Fabelbuch mit dem Titel La cohésion fédérale, le chêne et le roseau im Verlag Editions Libertas Suisse. Seine letzte militärische Einberufung zur Schweizer Armee war als erster Oberstleutnant im Generalstab der Région territoriale.
Leuba ist Mitglied der Zofingia. Er ist verheiratet, hat zwei Kinder und wohnt in Chexbres.